# Don’t Nod
Don’t Nod (ранее Dontnod Entertainment) — французская частная компания-разработчик компьютерных игр. Дебютный проект студии, игра Remember Me, вышел 4 июня 2013 года под издательством корпорации Capcom.

## История

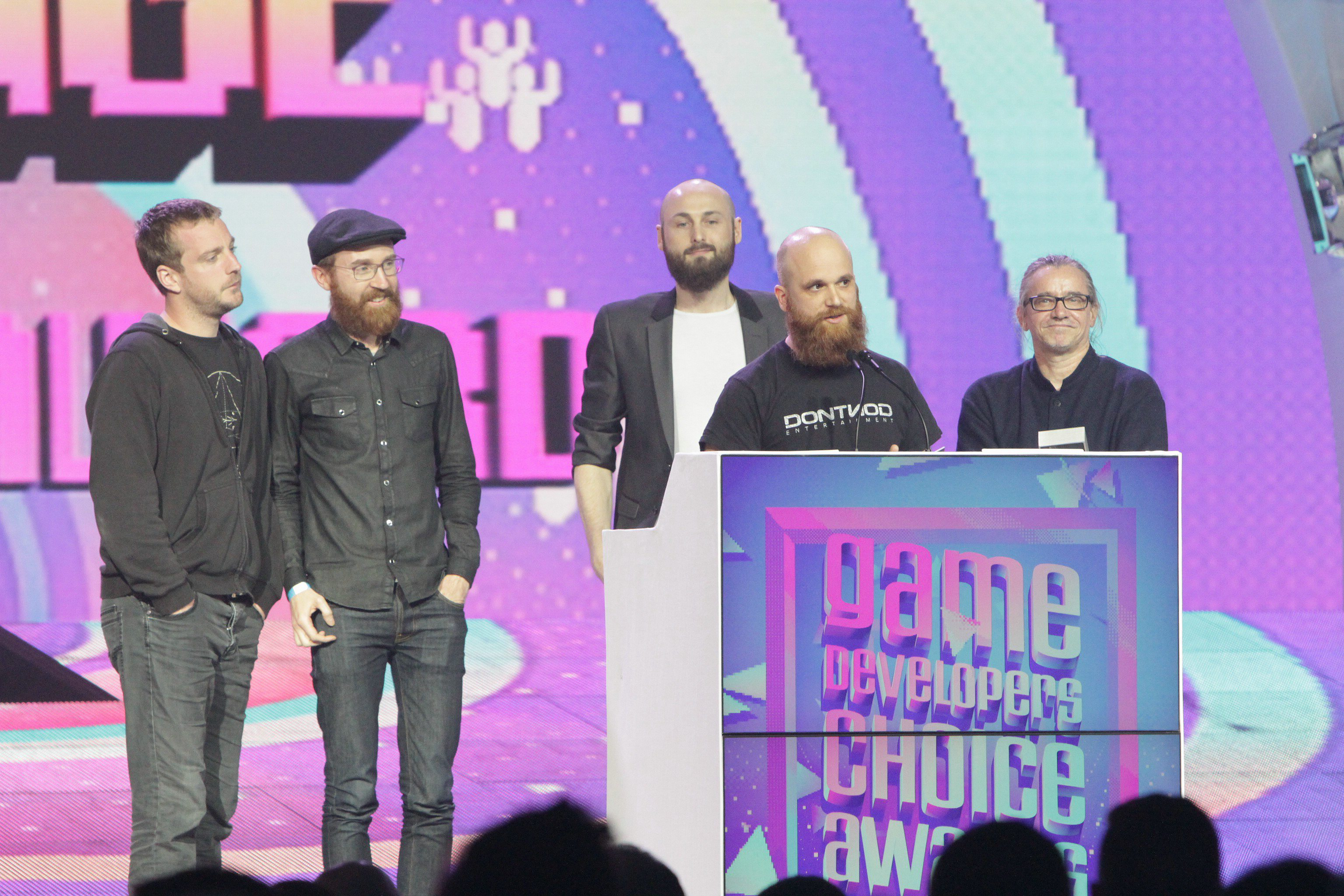
Dontnod получили награду за Life Is Strange на премии Game Developers Choice Awards 2016, на которой присутствовали режиссёры Рауль Барбе и Мишель Кох, а также продюсер Люк Багадуст.

Dontnod Entertainment основана в июне 2008 года выходцами из студий Criterion Games, Ubisoft и EA: Эрве Бонином, Алекси Бриклу, Ален Дамасио, Оскаром Жильбером, Жан-Максим Морисом.
Дебютной игрой студии является Remember Me, получившая смешанные отзывы от критиков и игроков. Отмечается проблема студии с нахождением издателя, так как многие компании отказывались от проекта, по причине того, что главным героем игры является девушка.
31 января 2014 года в сеть просочились данные, что студия испытывает финансовые проблемы и находится на грани банкротства из-за малых продаж Remember Me. На что разработчики ответили, что студия находится в состоянии «судебной реорганизации» (англ. judicial reorganization). Для решения финансовых проблем студия начала поиски инвесторов, которые бы согласились спонсировать их новый проект «What If?». В результате Dontnod заключила договор с японским издателем Square Enix по разработке нового проекта для цифровой дистрибуции. Позднее была анонсирована новая игра студии Life is Strange, вышедшая в 2015 году. Также было заявлено, что «What If?» является одним из более чем ста прототипов названий игры. В ноябре 2014 студия начала работу над третьей игрой под названием Vampyr в жанрах Action/RPG и survival horror. 8 июня 2018 года перед E3 2018 Sony анонсировала новую игру Dontnod Entertainment Twin Mirror. Издателем стала Bandai Namco. Игра вышла в 2020 году.
31 мая 2022 года в честь празднования своей 14-й годовщины Студия Dontnod Entertainment провела ребрендинг названия и логотипа и стала называться DON’T NOD.

## Разработанные игры
| Год  | Название                                 | Платформы | Платформы | Платформы | Платформы | Платформы | Платформы | Платформы | Платформы | Платформы | Платформы | Платформы | Платформы | Издатель                |
| Год  | Название                                 | Win       | Mac       | Lin       | PS3       | PS4       | PS5       | X360      | XONE      | X/S       | Switch    | iOS       | Android   | Издатель                |
| ---- | ---------------------------------------- | --------- | --------- | --------- | --------- | --------- | --------- | --------- | --------- | --------- | --------- | --------- | --------- | ----------------------- |
| 2013 | Remember Me                              | Да        | Нет       | Нет       | Да        | Нет       | Нет       | Да        | Нет       | Нет       | Нет       | Нет       | Нет       | Capcom                  |
| 2015 | Life Is Strange                          | Да        | Да        | Да        | Да        | Да        | Нет       | Да        | Да        | Нет       | Да        | Да        | Да        | Square Enix             |
| 2018 | Vampyr                                   | Да        | Нет       | Нет       | Нет       | Да        | Нет       | Нет       | Да        | Нет       | Да        | Нет       | Нет       | Focus Entertainment     |
| 2018 | The Awesome Adventures of Captain Spirit | Да        | Нет       | Нет       | Нет       | Да        | Нет       | Нет       | Да        | Нет       | Нет       | Нет       | Нет       | Square Enix             |
| 2018 | Life Is Strange 2                        | Да        | Да        | Да        | Нет       | Да        | Нет       | Нет       | Да        | Нет       | Да        | Нет       | Нет       | Square Enix             |
| 2020 | Tell Me Why                              | Да        | Нет       | Нет       | Нет       | Нет       | Нет       | Нет       | Да        | Нет       | Нет       | Нет       | Нет       | Xbox Game Studios       |
| 2020 | Twin Mirror                              | Да        | Нет       | Нет       | Нет       | Да        | Нет       | Нет       | Да        | Нет       | Нет       | Нет       | Нет       | Don’t Nod Entertainment |
| 2023 | Harmony: The Fall of Reverie             | Да        | Нет       | Нет       | Нет       | Нет       | Да        | Нет       | Нет       | Да        | Да        | Нет       | Нет       | Don’t Nod Entertainment |
| 2023 | Jusant                                   | Да        | Нет       | Нет       | Нет       | Нет       | Да        | Нет       | Нет       | Да        | Нет       | Нет       | Нет       | Don’t Nod Entertainment |
| 2024 | Banishers: Ghosts of New Eden            | Да        | Нет       | Нет       | Нет       | Нет       | Да        | Нет       | Нет       | Да        | Нет       | Нет       | Нет       | Focus Entertainment     |
| 2025 | Lost Records: Bloom & Rage               | Да        | Нет       | Нет       | Нет       | Нет       | Да        | Нет       | Нет       | Да        | Нет       | Нет       | Нет       | Don’t Nod               |
| 2026 | Aphelion                                 | Да        | Нет       | Нет       | Нет       | Нет       | Да        | Нет       | Нет       | Да        | Нет       | Нет       | Нет       | Don’t Nod               |

## Изданные игры
| Год  | Название                 | Платформа(ы) | Платформа(ы) | Платформа(ы) | Платформа(ы) | Разработчик |
| Год  | Название                 | Win          | Mac          | Lin          | Switch       | Разработчик |
| ---- | ------------------------ | ------------ | ------------ | ------------ | ------------ | ----------- |
| 2022 | Gerda: A Flame in Winter | Да           | Да           | Да           | Да           | PortaPlay   |